# Marguerite (Hérault)
Pour les articles homonymes, voir Marguerite.
La Marguerite est un cours d'eau du sud de la France en région Occitanie.

## Géographie
La Marguerite est un affluent de la Lergue sous-affluent de l'Hérault qui prend sa source sur la commune de Saint-Privat dans l'Hérault.
Longue de 14,3 kilomètres, elle se jette dans la Lergue au niveau du Bosc.

### Communes et cantons traversés
Hérault : Saint-Privat, Saint-Jean-de-la-Blaquière, Le Bosc, Lacoste.

### Organisme gestionnaire
L'organisme gestionnaire est l'EPTB SMBFH ou Syndicat mixte du bassin du fleuve Hérault, créé en 2009 et sis à Clermont-l'Hérault.

## Principaux affluents
- Ruisseau de valrousse : 4,8 km
- Ruisseau de la Tour : 2,2 km
- Ruisseau de Puech Moula : 2,8 km
- Le Merdanson : 8,5 km